# Anopheles barberellus
Anopheles barberellus är en tvåvingeart som beskrevs av Evans 1932. Anopheles barberellus ingår i släktet Anopheles och familjen stickmyggor. Inga underarter finns listade i Catalogue of Life.